# Airbus A318
El Airbus A318, apodado Baby-bus, es un avión de pasajeros fabricado por Airbus, siendo la variante más pequeña de la familia del A320. Durante el desarrollo se le conoció como A319M3, lo que indica que es un derivado del A319 pero con 3 secciones (o cuadernas) de fuselaje menos. La aeronave es 6 metros más corta y 14 toneladas más ligera que su predecesor. Su menor longitud hace que deba tener un estabilizador vertical 80 cm más alto que el resto de la familia A320 (los Airbus A319, A320 y A321, respectivamente). Su línea de ensamblaje está en Hamburgo, Alemania.
El A318 puede llevar 117 pasajeros en una configuración de 2 clases. Se creó para reemplazar a los viejos DC9, Fokker 100 y los primeros modelos del B737, así como competir con los actuales B737-600 y B717.
El A318 está disponible en varias versiones con diferentes pesos máximos en despegue (entre 59 y 68 toneladas) y alcances (2750 a 6000 km), lo que le permite operar rutas regionales económicamente sacrificando el alcance, o complementar a los otros miembros mayores de la familia en rutas de medio alcance de escasa densidad. Aunque debido a su menor peso puede realizar rutas que el A320 no puede, las compañías lo usan principalmente para rutas cortas entre ciudades de medio tamaño.
Durante el proceso de diseño del avión Airbus se tropezó con diversos problemas. El mayor sin duda fue la disminución de la demanda de nuevas aeronaves después de los atentados del 11 de septiembre de 2001; otro fue el diseño de los motores turbofan Pratt & Whitney PW6000, que debían propulsar a la aeronave: quemaban más combustible de lo previsto teniendo que ser rediseñados, por lo que tuvo que usar uno de CFMI (el CFM56-5) al principio hasta que la versión de Pratt & Whitney fuera optimizada y estuviera lista. Actualmente hay versiones con ambos motores.

## Incidentes
El 19 de enero de 2010 un avión Airbus A318 que llevaba consigo a pasajeros del Vuelo 368 de Mexicana de Aviación, procedentes del Aeropuerto Internacional de Cancún con destino a la Ciudad de México, sufrió un percance al momento de despegar. Una de las tapas del motor número 1 se desprendió del mismo, golpeó el fuselaje y la semiala izquierda, y dejó residuos sobre la pista.

## Operadores

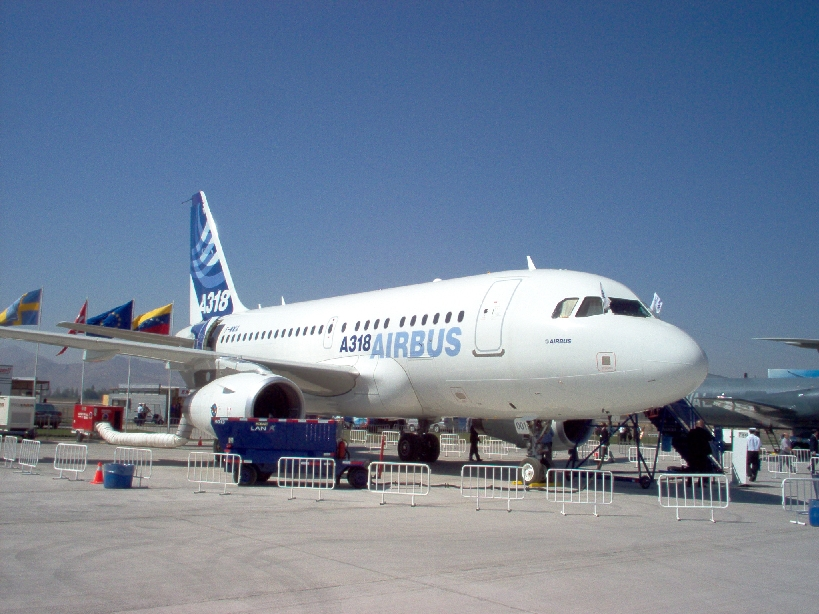
Durante su exhibición en FIDAE 2006, Santiago, Chile.

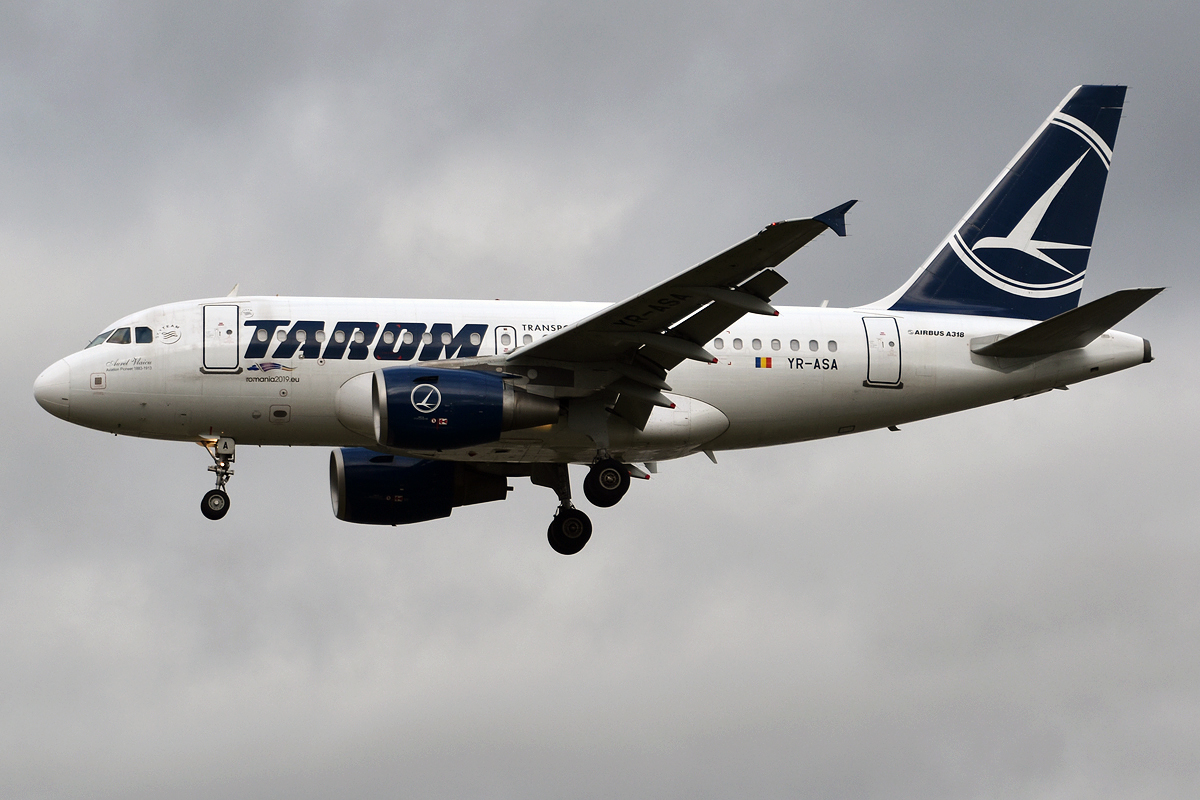
Airbus A318 de TAROM.

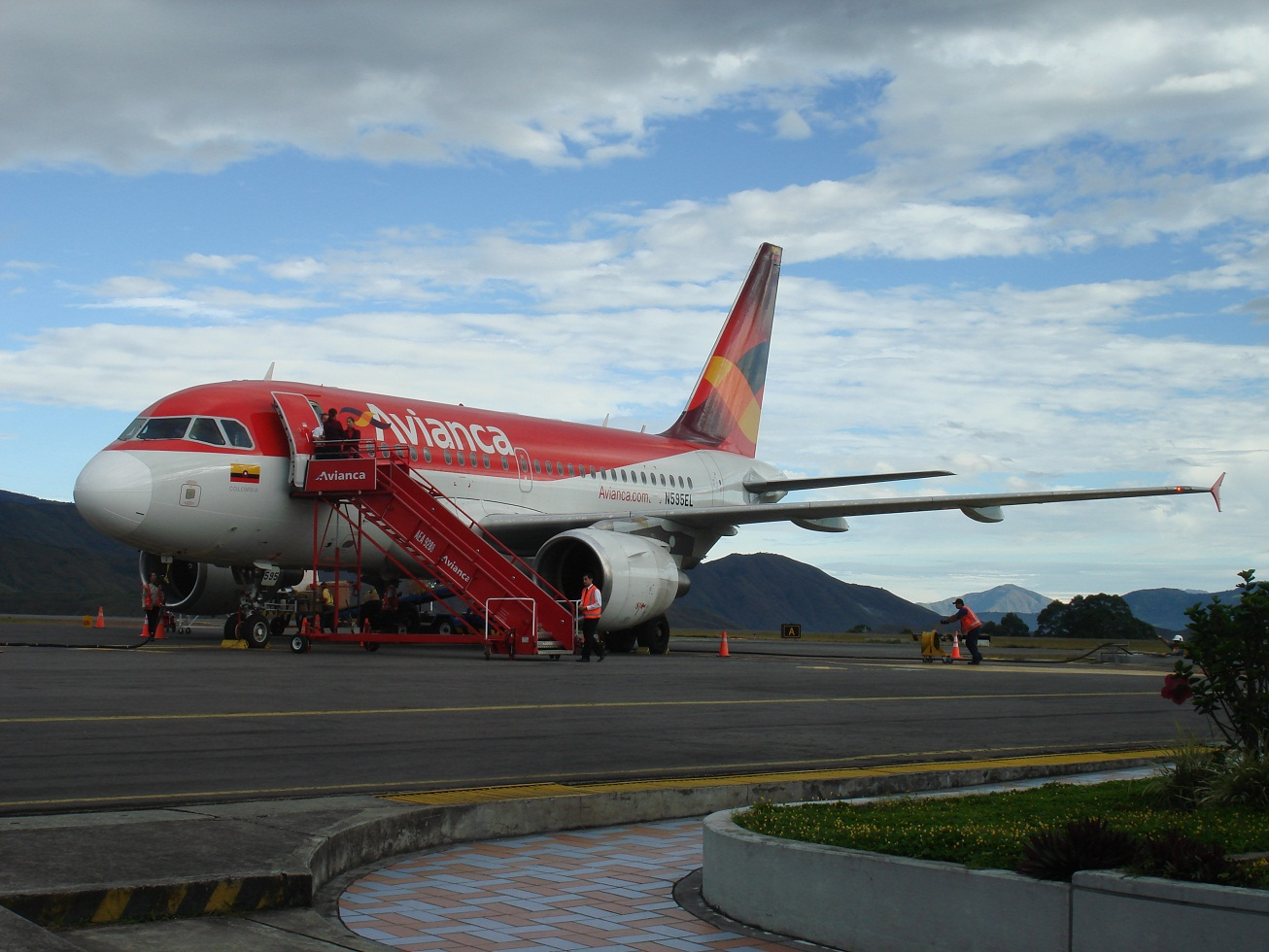
Airbus A318-111 de la compañía Avianca en el Aeropuerto Antonio Nariño de San Juan de Pasto, Nariño, Colombia.

Operadores actuales (noviembre del 2024):
- Air France: 6[3]
- Global Jet Luxembourg: 1[4]
- DC Aviation Malta: 1
- K5 Aviation: 1[5]
- Kalair: 1
- Alpha Star: 1
- Saudí Royal Flight: 1
- National Air Services: 1

### América
Brasil
- Avianca Brasil (15).[6]

 Chile
- LAN Airlines (15).[7] Entre 2007 y 2014; todos a Avianca Brasil vía AFS (Aviation Financial Services Inc./Airbus Financial Services), 2011.

 Colombia
- Avianca (10).[8] Entre 2011 y 2019, provenientes de Mexicana de Aviación, todos han sido vendidos para ser reemplazados por Airbus A320neo

 Estados Unidos
- Frontier Airlines (11).[9]

 México
- Mexicana de Aviación (10).[10] Entre 2004 y 2010; todos a Avianca vía GECAS, 2011.

### Europa
Rumania
- TAROM (4)[11]

 Austria
- Avcon Jet (1)[12]

 Malta
- Comlux Malta (3)[13]

 Reino Unido
- British Airways (2)[14]
- Titan Airways (1)[15]

## Especificaciones (A318-111)
Referencia datos: Airbus A320 family technical appendices.

### Características generales
- Tripulación: 2 pilotos - 3-4 Auxiliares de vuelo
- Capacidad: 

  - Pasajeros: 

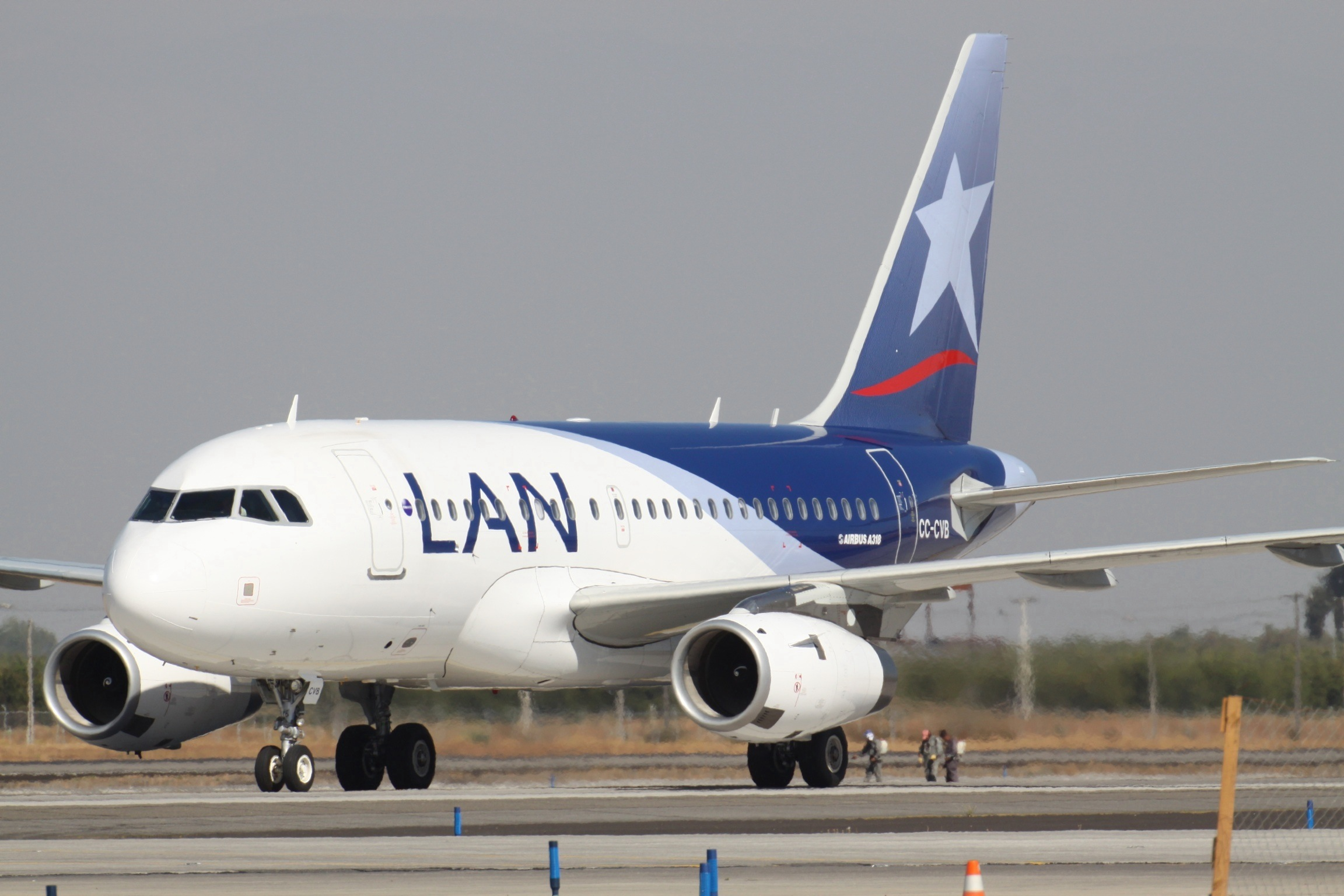
A318 de Lan Airlines

    - 1 clase: 117 (configuración típica), 132 (máximo)
    - 2 clases: 107 (configuración típica)

  - Carga: 21,21 m³
- Longitud: 31,4 m (103,1 ft)
- Envergadura: 34,1 m (111,9 ft)
- Altura: 12,6 m (41,2 ft)
- Superficie alar: 122,6 m² (1319,7 ft²)
- Peso vacío: 39 500 kg (87 058 lb)
- Peso útil: 54 500 kg (120 118 lb)
- Peso máximo al despegue: 68 000 kg (149 872 lb)
- Planta motriz: 2× Turbofán Serie Pratt & Whitney PW6000 o Serie CFM International CFM56-5.
  - Empuje normal: 96-106 kN (22 000-24 000 lbf) de empuje cada uno.
- Anchura de cabina: 3,7 m
- Anchura de fuselaje: 3,95 m
- Ángulo de las alas: 25 grados
- Capacidad de combustible: 24 210 litros

### Rendimiento
- Velocidad máxima operativa (Vno): 871 km/h (Mach 0,82) a 11 000 m
- Velocidad crucero (Vc): 828 km/h (Mach 0,78) a 11 000 m
- Alcance: 5750 km (3105 nmi; 3573 mi)
- Radio de acción: km
- Alcance en combate: km
- Techo de vuelo: 12 000 m (39 370 ft)
- Carrera de despegue: 1355 m (a nivel del mar)

### Motores
| Modelo de avión | Año  | Motores     |
| --------------- | ---- | ----------- |
| Airbus A318-111 | 2003 | CFM56-5B8/P |
| Airbus A318-112 | 2003 | CFM56-5B9/P |
| Airbus A318-121 | 2007 | PW6122A     |
| Airbus A318-122 | 2007 | PW6124A     |

### Desarrollos relacionados
- Airbus A319
- Airbus A320
- Airbus A321
- Airbus A320neo

### Secuencias de designación
- Aviones civiles de Airbus SAS: A300 · A300-600ST Beluga · A310 · A318 · A319 · A320 · A321 · A330 · A330-700L · A340 · A350 · A380